# Wilton (Wisconsin)
Wilton es una villa ubicada en el condado de Monroe en el estado estadounidense de Wisconsin. En el Censo de 2010 tenía una población de 504 habitantes y una densidad poblacional de 219,88 personas por km².

## Geografía
Wilton se encuentra ubicada en las coordenadas 43°48′48″N 90°31′37″O / 43.81333, -90.52694. Según la Oficina del Censo de los Estados Unidos, Wilton tiene una superficie total de 2.29 km², de la cual 2.29 km² corresponden a tierra firme y (0%) 0 km² es agua.

## Demografía
Según el censo de 2010, había 504 personas residiendo en Wilton. La densidad de población era de 219,88 hab./km². De los 504 habitantes, Wilton estaba compuesto por el 93.85% blancos, el 0.4% eran afroamericanos, el 0% eran amerindios, el 0.99% eran asiáticos, el 0% eran isleños del Pacífico, el 3.57% eran de otras razas y el 1.19% pertenecían a dos o más razas. Del total de la población el 7.34% eran hispanos o latinos de cualquier raza.